# 江勝
江勝（？—1683年），乳名欽，福建漳浦人。鄭經部下，台灣明鄭時期軍事人物，在澎湖海戰中因不敵施琅軍隊而自殺。

## 生平
永曆十八年（1664年）九月，鄭經棄守金門、廈門兩島，抵達台灣。江勝曾經差使親信江棟納款於陳永華，但陳永華並未轉啟。永曆二十年（1666年）九月，因清廷嚴格實行遷界令，導致沿海貿易斷絕，不易補給，鄭經聽從陳永華的提議納用了江勝，授為水師，奉命駐紮廈門以方便接濟，但當地亡命不許其駐紮廈門，江勝便向廣東達濠地區的反清將領邱輝求助，邱輝答應了他的請求。從此以後，江勝就與邱輝交好，還結了兒女姻。同年十月邱輝與江勝合師攻克廈門，在當地進行交易買賣，中國貨物源源而至台灣，使台灣物價平穩，後被擢升為宣毅左鎮。
永曆二十八年（1674年）三藩之亂爆發，鄭經渡海西征，海澄總兵趙得勝投降，江勝領兵進入海門與之交會，後進海澄。同年十一月跟隨馮錫范進攻漳浦，同月十八日在羅山嶺大敗敵軍，隨即攻克漳浦，趙得勝及江勝前往支援潮州。翌年二月進左先鋒。
永曆三十年（1676年）奉命抵達漳州，同年十一月駐守烏龍江，與許耀作戰，然全軍戰敗。趙得勝前往支援，卻被敵軍謠言中傷，死於戰場，江勝遂返回廈門。永曆三十二年（1678年）劉國軒率領軍隊攻克水頭山、祖山頭，江勝為前鋒，後攻下海澄，敘功左虎衛鎮。同年六月攻打南安。十月，與劉國軒、何祐、林陞等人於坂尾寨擊退清兵。
永曆三十四年（1680年）隨鄭經及邱輝退回台灣。永曆三十五年（1681年）十月，劉國軒設防澎湖，江勝經其推薦成為水師副提調，常駐澎湖。永曆三十七年（1683年）六月十六日，清廷將領施琅出兵征討台灣，澎湖海戰爆發，邱輝與江勝大敗清軍，其二人本想繼續進攻，但被劉國軒所阻止。同月二十二日，清軍再度進攻，江勝之軍艦遭清軍包圍，無法逃脫，便發兩邊的大砲將自己的船炸沉而死。